# Doppelanschlag in Teheran am 7. Juni 2017

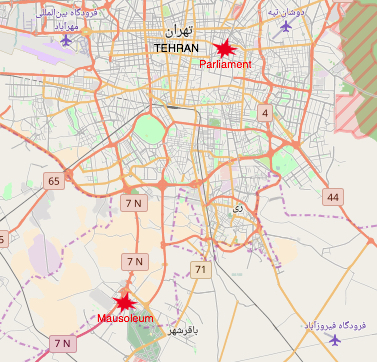
Anschlagsorte

Bei einem Doppelanschlag in der iranischen Hauptstadt Teheran am 7. Juni 2017 wurden Parlamentarier im Parlamentsgebäude des Landes sowie Besucher des Chomeini-Mausoleums in Tötungsabsicht angegriffen. Bei dem islamistischen Terroranschlag wurden mindestens 18 Menschen, darunter fünf der Attentäter, getötet und über 40 weitere verletzt.

## Hintergrund

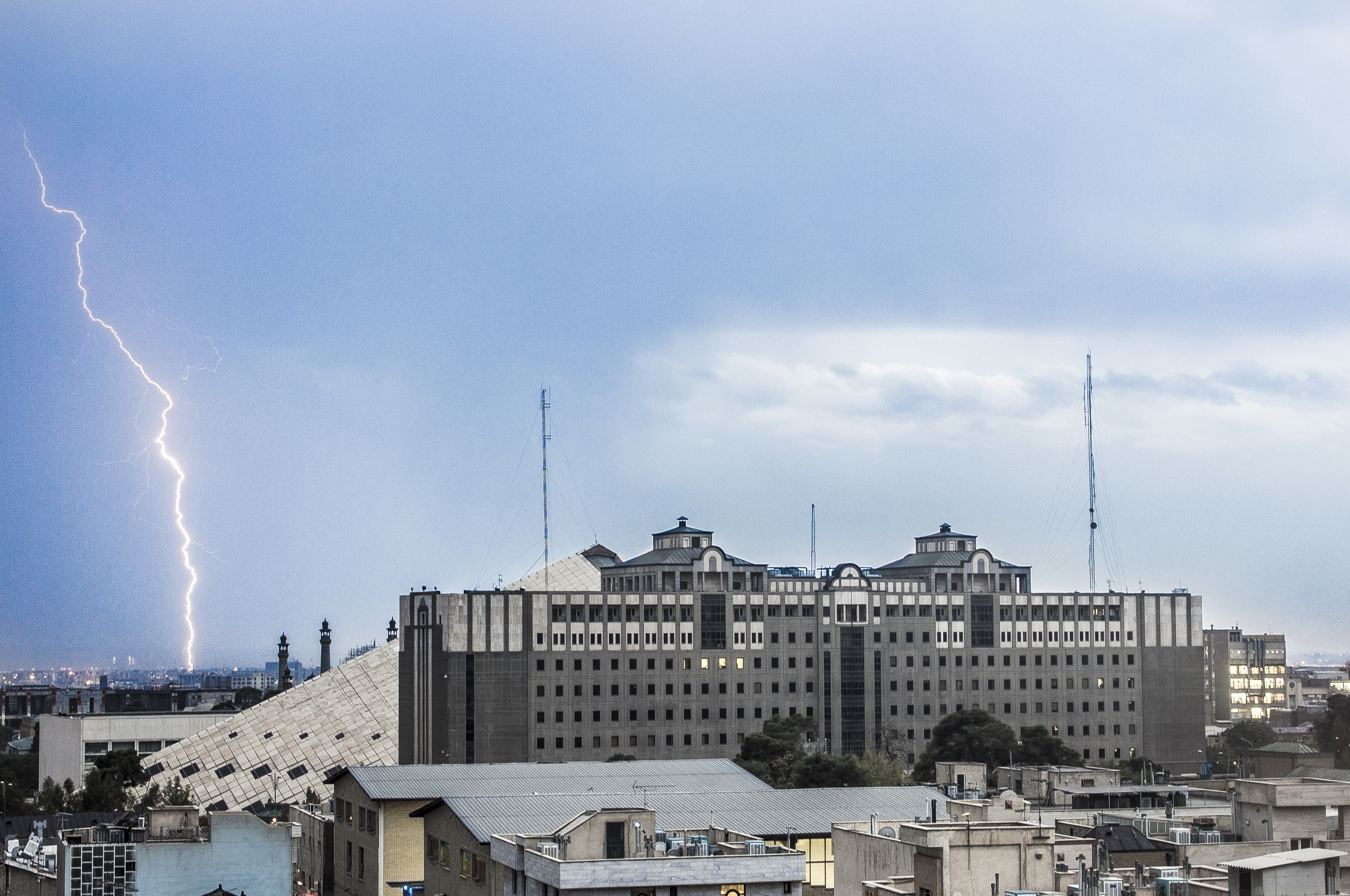
Iranisches Parlamentsgebäude

Iran hat seit der islamischen Revolution von 1979 den Anspruch, die Schia weltweit zu vertreten. Ein Teil der Sunniten dagegen erkennt die Spaltung der Muslime und damit die Schiiten nicht an. Die Islamische Republik Iran unterstützt den syrischen Präsidenten Baschar al-Assad im syrischen Bürgerkrieg und steht den sunnitisch geprägten saudischen Staaten eher feindlich gegenüber. Auch die sich auf die Scharia und den Wahhabismus berufende Terrororganisation „Islamischer Staat“ (IS) wird in Syrien durch al-Quds-Einheiten bekämpft. Im Irak waren zum Zeitpunkt des Anschlags iranische Paramilitärs an der Rückeroberung der IS-Metropole Mossul beteiligt.
Mit dem Mausoleum des Gründers der Islamischen Republik und dem Parlament griffen die Terroristen Orte mit hohem Symbolwert an. Im März desselben Jahres veröffentlichte der IS ein Video auf Persisch, in dem er Iran drohte, das Land zu erobern und „der sunnitischen muslimischen Nation zurückzugeben“. In den Monaten vor dem Anschlag verstärkte der IS laut BBC seine Propagandabemühungen in Persisch, um die sunnitische Minderheit in Iran anzusprechen. Geheimdienstminister Mahmud Alawi räumte 2017 ein, die iranischen Behörden hätten bislang 1500 junge Männer an einer Ausreise in das vom IS kontrollierte Gebiet gehindert.
In Iran selbst gibt es in den Randprovinzen des großen Landes Spannungen, die terroristische Netzwerke, u. a. die Dschundollah, nutzen. Im Mai 2017 flammten nach einer langen Phase der Ruhe in West-Iran Kämpfe zwischen iranischen Truppen und kurdischen Separatisten wieder auf. Dabei starben zwei Soldaten und drei wurden schwer verletzt. An der Grenze zu Pakistan, vor allem in der Provinz Sistan und Belutschistan, fühlt sich die mehrheitlich sunnitische Bevölkerung von der Regierung in Teheran diskriminiert und vernachlässigt.
Wie andere sunnitische Extremisten betrachtet der IS Schiiten als „Ungläubige“ und verübt regelmäßig Anschläge gegen sie – jedoch bisher noch nie in Iran. Die meisten Iraner fühlten sich laut Spiegel Online in ihrem Land sicher, denn die Nahost-Konflikte fanden in der arabischen Welt statt. In Iran gab es in den Jahren bis 2017 einige Terrortaten sunnitischer Terroristen, von denen viele mit dem „Islamischen Staat“ sympathisieren. Dass es bis zu diesem Zeitpunkt jedoch zu keinen größeren Anschlägen in Iran kam, führte der ARD-Korrespondent Michael Schramm auf die starke Überwachung der iranischen Gesellschaft durch die Geheimdienste des Landes zurück.
Der Doppelanschlag fiel in eine Phase hoher Spannungen zwischen den Rivalen in der Region Iran und Saudi-Arabien. Iran fühlt sich laut Martin Gehlen als „globale Schutzmacht der Schiiten“, während sich Saudi-Arabien „mit Mekka und Medina“ als „sunnitische Vormacht“ verstehe. Die saudische Regierung wirft Iran vor, den Terrorismus in der Region zu unterstützen. Diesen Vorwurf unterstützte US-Präsident Trump bei seinem Besuch Ende Mai 2017 in Saudi-Arabien. Umgekehrt beschuldigt Iran die saudischen Monarchen, die Angehörigen sunnitischer Minderheiten in Iran aufzustacheln und zu finanzieren.
In der Durchführung eines erfolgreichen Anschlages in Iran sehen Analysten der BBC den Führungsanspruch des IS unter den dschihadistischen Gruppen, gerade gegenüber der konkurrierenden al-Qaeda, ausgebaut.

## Ablauf

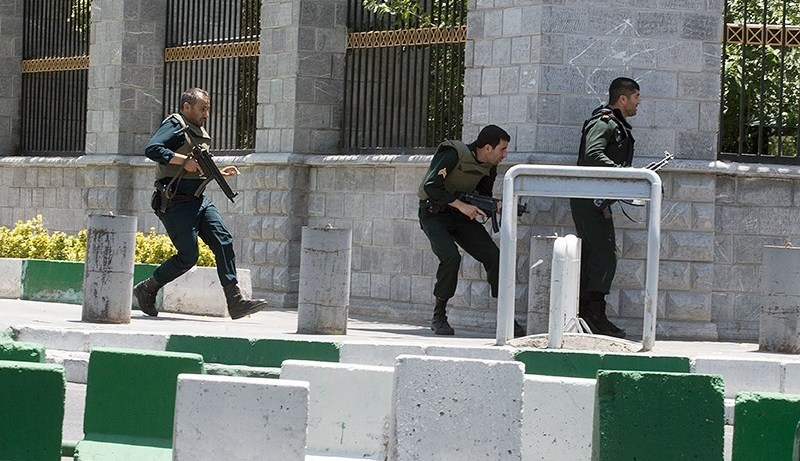
Pasdaran am 7. Juni 2017 vor dem iranischen Parlament

Am Vormittag des 7. Juni betraten als Frauen verkleidete und mit einer Pistole und automatischen Waffen ausgerüstete Personen das Parlamentsgebäude über den Besuchereingang, während dort eine Sitzung stattfand. In dem Gebäude hielten sich zahlreiche Abgeordnete und parlamentarische Mitarbeiter auf. Die Angreifer töteten einen Wachmann sowie mehrere weitere Personen. Im Obergeschoss des Gebäudes kam es darüber hinaus zu einer Geiselnahme. Viele Menschen flüchteten aus dem großen Gebäudekomplex. Die Feuerwehr stellte Leitern auf, damit Menschen das Gebäude verlassen konnten. Eine eingesetzte Einheit der Revolutionsgarden erschoss drei Angreifer. Nach unbestätigten Meldungen hat sich ein weiterer Attentäter im vierten Stock des Parlamentsgebäudes in die Luft gesprengt, nachdem er von Sicherheitskräften gestellt worden war.
Zeitgleich attackierten weitere Personen vor dem Mausoleum betende Gläubige. Einer der Attentäter sprengte sich in die Luft, dabei kam ein Gärtner ums Leben. Einer der Angreifer wurde erschossen, ein weiterer konnte verhaftet werden.
Insgesamt sprach die iranische Regierung von insgesamt fünf Attentätern, vier Männern und einer Frau.

## Täter
Die Terrororganisation Islamischer Staat erklärte sich in seinem Propagandasprachrohr Amaq für die Taten verantwortlich. Die iranische Revolutionsgarde hingegen machten Saudi-Arabien und die USA als Urheber der Angriffe verantwortlich.
Dass Donald Trump „eine der reaktionärsten Regierungen in der Region“ besucht habe, sei „sehr bedeutungsvoll“ und „zeige, dass sie in diese grausame Aktion verwickelt“ seien, sagte ein Sprecher der Revolutionsgarden mit Blick auf Trumps Besuch wenige Tage zuvor in Riad. Die Revolutionsgarden kündigten Vergeltung an.
Am Tag nach dem Anschlag erklärte die Regierung, dass alle Attentäter iranische Mitglieder des IS gewesen seien.

## Reaktionen
Der US-Präsident Donald Trump bekundete sein Beileid und verknüpfte diese mit Kritik an Iran: „Staaten, die den Terrorismus fördern, riskieren, selbst Opfer des Bösen zu werden, das sie unterstützen“. Außenminister Mohammed Dschawad Sarif nannte Trumps Erklärung zu dem Doppelanschlag sowie die Verhängung neuer US-Sanktionen am Donnerstag „widerlich“.
Am 18. Juni 2017 feuerte die Iranische Revolutionsgarde als Vergeltung für den Doppelanschlag Boden-Boden-Raketen aus den Provinzen Kermanschah und Kordestān gegen Stützpunkte des Islamischen Staates (IS) bei Deir ez-Zor in Syrien und töten nach eigenen Angaben mehrere Terroristen.